# 亚里夫·莱文
亚里夫·吉德翁·莱文（希伯來語：יָרִיב גִּדְעוֹן לֵוִין；1969年6月22日—）是以色列律师和政治家，现任副总理兼司法部长。 他于2022年12月担任议会议长，此前曾於2020年至2021年担任该职位，是繼鲁文·里夫林後第二個兩度出任議會議長的人，到12月29日，萊文調任法務部長，結束短短半個月的議長任期。 他目前是以色列議會议員，屬利库德集团，此前曾担任内政部部长、旅游部部长，以及阿利亚和融合部部长。